# Osiris opsionomus
Osiris opsionomus là một loài Hymenoptera trong họ Apidae. Loài này được Shanks mô tả khoa học năm 1987.